# Att vara kvinna
Att vara kvinna är en kriminalroman av Maria Lang (pseudonym för Dagmar Lange), utgiven första gången 1961 på bokförlaget Norstedts. Romanen har översatts till danska, norska, finska och franska.

## Handling
När Christer Wijk kallas till Kvinnoklubbens kongress på Blacksta gård mitt i natten finner han sig bland femtio kvinnor. Det är uppenbart att en av dem just blivit mördad, han förstår att en av de andra är mörderskan och han är kär i en tredje. Och alla tycks motarbeta honom i vad som framstår som en tilltrasslad och ologisk mordgåta.

## Karaktärer
Medlemmar i Kvinnoklubben
- Ia Axelson, journalist
- Betti Borg, konsthantverkare
- Louise Fagerman, husmor
- Katarina Lönner, affärskvinna
- Camilla Martin, operasångerska
- Eva-Gun Nyrén, riksdagsledamot
- Åse Stenius, läkare
- Ruth Zettergren, professor

Inkräktare i Kvinnoklubben
- Christer Wijk, kriminalkommissarie